# Книрим, Вольдемар Августович
Вольдемар Августович Книрим (нем. Johann Karl Woldemar von Knieriem; 1849 — 1935) — первый в Российской империи доктор экономических наук, профессор Рижского политехнического института (с 1880 года) и его директор (1906—1916), специалист по аграрной экономике и сельскому хозяйству, основатель сельскохозяйственной науки в Латвии и опытных станций по исследованию плодородия почвы, семеноводства, аграрных технологий. Балтийский немец, владелец поместья Скангале в Лифляндии. Действительный статский советник.
Под его руководством Рижский политехнический институт был эвакуирован в тыл России в 1915 году в связи с приближением фронта Первой мировой войны. Дед премьер-министра Швеции Улофа Пальме.
Ректор Балтийского технического университета (1918).

## Биография
Вольдемар фон Книрим родился 1 (13) августа 1849 года в семье балтийского аристократа Иоганна Августа фон Книрима, владельца поместья Мурмуйжа (Muremoise). Учился в частной немецкой Биркенруской гимназии Лифляндского рыцарства под Венденом (1863—1868). Затем изучал право, экономику и химию в Дерптском университете (1869—1872), после чего закончил обучение в Гейдельбергском университете (1872—1873). Начал научную карьеру как ассистент в Дерптском университете (1873—1880), затем стал приват-доцентом (1874—1876).
В 1875 году защитил доктора экономических наук и стал доцентом кафедры сельскохозяйственной химии (1876—1880), с 1877 года он также совмещал работу с должностью доцента кафедры зоогигиены Мюнхенского ветеринарного института.
В 1880 году фон Книрим переехал в Ригу, где получил должность профессора кафедры сельского хозяйства в Рижском политехникуме. С 1882 года он руководил государственным, впоследствии университетским опытным хозяйством в Петергофе (Versuchsfarm Peterhof, Peterhof über Olai), не оставив этой работы и после назначения директором Рижского политехнического института.
В 1890 году он приобрел поместье Скангале вблизи нынешней станции Лоде, где устроил свой летний дом, ставший местом отдыха для всей его семьи.
Фон Книрим был директором Рижского политехнического института (1906—1916). В 1915 году, по достижении выслуги 35 лет по учебной части, был оставлен на этом посту решением министра народного просвещения ещё на пять лет.
В 1912 году по его инициативе в Петергофе была основана опытная станция болотных культур (Station für Moorkultur). В 1915 под его руководством Рижский политехнический институт был эвакуирован в Петровско-Разумовское в России.
После заключения Брест-Литовского мирного договора Книрим вернулся на родину и в 1918 году стал организатором и ректором вновь созданного немецкого Балтийского технического университета в Риге (Baltische Technische Hochschule). В период борьбы за свободу Латвии он находился в Германии, вернулся в Латвию в 1920 году, работал доцентом в Институте Гердера (1920—1925). Жил в Риге в собственном доме на углу улиц Базницас и Гертрудес.
Последние годы жизни провёл в поместье Скангале, оставшемся за ним после Аграрной реформы 1920 года. Летом там гостили его внуки, в том числе Улоф Пальме (1927—1986) со своими родителями, братом и сёстрами.
Скончался 14 января 1935 года в Риге.

## Научная и преподавательская деятельность[3]

### Сельскохозяйственное образование в «Петергофе»
Вольдемар фон Книрим стал основателем сельскохозяйственного высшего образования в Лифляндии, приняв за образец Германию и Швейцарию. Его концепция предусматривала изучение не только узкоспециальных предметов, но и естественно-исторических, юридических, технических, экономических (машиноведение, черчение, строительное искусство, химическая технология, политическая экономия и др.), которые преподавали доценты и профессора других отделений РПИ. Он сравнивал организацию высшего сельхозобразования с медицинским: «программа преподавания на сельскохозяйственном отделении должна быть составлена по образцу программы учения о медицине, с которой сельское хозяйство имеет на самом деле гораздо больше общего, чем с какой-либо другой наукой. В основу обеих наук входят естественные науки. Для того, чтобы быть мастером в той или другой науке, требуется масса опытности, которая приобретается только на практике. При реорганизации программы в вышеуказанном смысле учебная и опытная ферма Петергоф должна была представлять собою клинику, в которой будущий сельский хозяин, усвоивший уже себе основные науки, мог бы слушать и разрабатывать практические предметы. Осуществление реорганизации сельскохозяйственного преподавания в этом смысле было начато в 1881 году».
Средства для строительства опытной фермы «Петергоф» выделило частично Правительство, частично Совет института. С 1882 года в «Петергоф» переместилась химическая лаборатория, где под руководством Книрима студенты вели опыты. Он сам преподавал помимо химии растениеводство, луговодство, животноводство.
Количество студентов быстро росло: с 48 в 1881 году до 146 в 1892 году, причём 101 студент представлял близлежащие Ковенскую, Псковскую, Витебскую, Виленскую губернии. Книрим гордился тем, что ему была дана полная свобода в составлении учебной работы и способах проверки знаний студентов. Он наблюдал за воспитанниками в самостоятельной работе: в химической лаборатории, в поле, в саду, в хлеву, после чего требовал отчета о проделанной работе. На коллоквиумы, защиты дипломных работ специально приглашали выпускников, хозяев ближних поместий, которые участвовали в обмене мнениями. Дипломные работы представлялись в двух экземплярах, один из которых оставался в архиве в Петергофе.
Для студентов устраивались прогулки, музыкальные вечера, на которых профессор музицировал на фортепиано, исполняя сонаты Л. ван Бетховена в 4 руки.

### Расширение «Петергофа»
По Высочайшему повелению 22 октября 1899 г. имение «Петергоф» (земельные угодья, просторная ферма, конюшня, лесничество и лаборатории) было безвозмездно передано сельскохозяйственному отделению РПИ, а в 1900 году факультет получил новые помещения в корпусе на Пушкинском бульваре.
С 1900 года стал издаваться Сельскохозяйственный календарь на русском языке, который принёс всероссийскую известность как его автору и редактору, так и cельскохозяйственному отделению РПИ.
В 1903 году в Петергофе был заложен опытный сад.
11 ноября 1905 года было подписано Высочайшее повеление о передаче Политехническому институту и отделению Книрима части казенной лесной дачи «Ново-Петергоф» вблизи Митавы, площадью 1142 десятин, для открытия лесного отделения РПИ, которое планировалось с 1 сентября 1915 года. Акт торжественной передачи леса Книрим подписал 3 июня 1906 года.
В 1913 году Департамент земледелия заложил маточный рассадник доброкачественных семян местного значения.
3 июля 1914 года Николай Второй подписал указ о выделении 7 тысяч рублей для имения «Петергоф», в том числе: 1) 3.000 рублей — на производство опытов по кормлению скота и удобрению почвы, 2) 3.000 — на издание сельскохозяйственного органа «Известия и труды сельскохозяйственного отделения Рижского Политехнического института», 3) 1.000 — на приглашение особого специалиста по опытному делу. Этой суммой успели воспользоваться частично: «Известия...» печатались с 1915 по 1917 год, под редакцией Фёдора Бухгольца.

### Опыты с удобрением почв
С 1881 года под руководством профессора Книрима в «Петергофе» производились опыты по удобрению почвы и влиянию фосфатов на плодородие, по удобрению клевера и лугов.
Параллельно с того же года развернулась программа по кормам для крупнорогатого скота. Производившиеся в опытном хозяйстве молоко, молодняк, клевер шли на продажу.
С конца 1890-х годов имение «Петергоф» получал финансирование научных и прикладных исследований из Главного управления землеустройства, Лифляндского департамента земледелия, Министерства народного просвещения по следующим приоритетным направлениям: агрохимия, селекция семян зерновых, льна, создание оптимального рациона питания для молочного и мясного скота. Результаты Петергофских работ вошли во все значительные руководства по кормлению сельскохозяйственных животных.

### Сельскохозяйственное образование в России
Развитие сельскохозяйственного образования было связано со Второй промышленной революцией в России. 26 мая 1904 г. было Высочайше утверждено «Положение о сельскохозяйственном образовании и о его применении» (Сост. И. И. Мещерский, Спб., 1911). 
И хотя аграрная реформа Петра Аркадьевича Столыпина (с августа 1906 года) не касалась Прибалтийских губерний, образовательному центру «Петергоф» она дала новый импульс. В 1906 году было построено новое кирпичное здание для проживания студентов.
С января 1912 года на средства Департамента земледелия в «Петергофе» открылись первые в России высшие Министерские одногодичные специальные курсы по рекультивации болот и луговодству.
Сельскохозяйственное отделение РПИ поддерживало научные связи с Юрьевским университетом, с Харьковским университетом, Московским сельскохозяйственным институтом, с Новоалександрийским институтом сельского хозяйства из Люблинской губернии, со Стебутовскими Высшими женскими сельскохозяйственными курсами (Петербурга), с Кавказским учебным округом. Ученые выезжали на конференции и выставки в Германии, Дании, Швеции.